# 北港劇場
23°34′18″N 120°18′15″E / 23.571574°N 120.304035°E

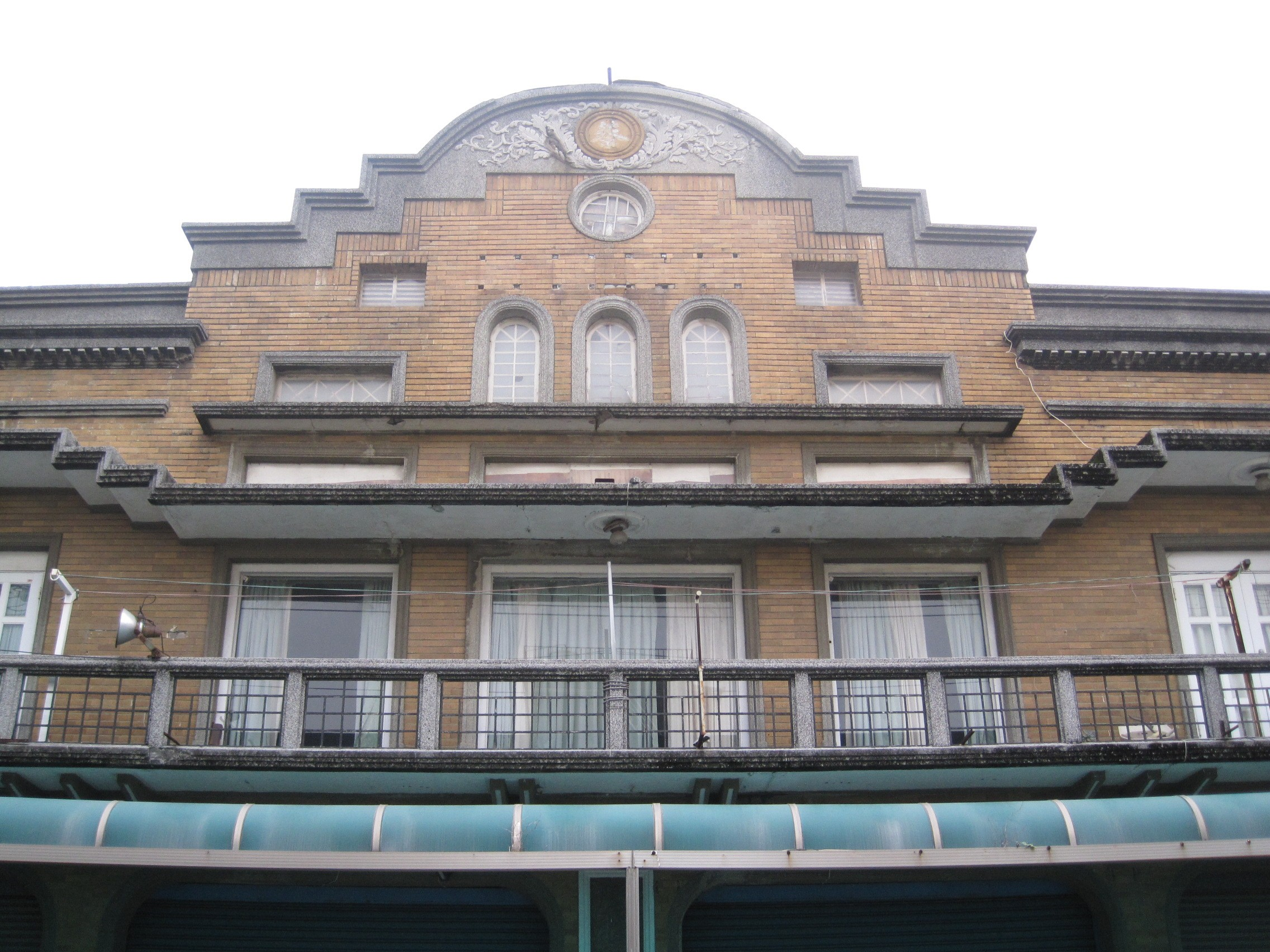
北港戲院正面山牆

北港劇場，為雲林縣北港鎮的一座劇院，位於義民路186號。其為北港地區的第二座劇院，建於1937年，1988年結束營業。

## 介紹
北港劇場興建於1937年，由蔡裕斛投資五萬圓建造，為北港地區的第二座戲劇院，但也是空間最大的，觀眾席可容納800人，又俗稱為「新戲園」。其外觀貼附土黃色磁磚與洗石子水平線條裝飾，二樓設有出挑陽台，立面有階梯狀裝飾，中央有「蔡」字浮雕裝飾。北港劇場最初多為歌仔戲表演，直到二戰開始後，才改演新劇 (日本)或放電影。北港劇場在戰後仍作為劇場經營，直到1988年結束營業。